# Abszcissza
A síkbeli derékszögű koordináta-rendszerben egy síkbeli pont helyzetét két koordináta rendezett párja határozza meg, ezekből az első az abszcissza. Az abszcisszát más szóval "x" koordinátának is nevezik. Az abszcisszatengely a matematikai koordináta-rendszerben az "x" tengely.
Az elnevezés latin eredetű (linea abscissa), jelentése: elvágott vonal. Ismert Fibonacci 1220-as De Practica Geometrie című művéből. Mai jelentésében először a velencei Stefano degli Angeli használta 1659-ben, a Miscellaneum Hyperbolicum, et Parabolicum című művében.

## Példák
- A (12, -18) pont abszcisszája 12.
- A (-7, 3) pont abszcisszája -7.

## Lásd még
- Koordináta-rendszer
- Derékszögű koordináta-rendszer
- Ordináta
- Applikáta